# Ralph Tegtmeier
Ralph Tegtmeier (geboren am 1. November 1952 in Kairo, Ägypten), auch bekannt unter seinem Pseudonym Frater V∴D∴, (lat. Vbique Daemon / Vbique Devs = „Der Dämon und Gott sind in allem“) ist ein esoterischer Schriftsteller. Er ist seit 1984 Mitglied der Loge Fraternitas Saturni, die er mit geprägt hat, und einer der Gründer der deutschen Sektion der Illuminaten von Thanateros.

## Leben
Tegtmeier studierte eigenen Angaben zufolge Literaturwissenschaft. Von 1979 bis 1981 unterhielt er in Bonn einen Buchladen für okkulte Literatur.

### Neubildung der Fraternitas Saturni und der Illuminaten von Thanateros
In den frühen 1980er Jahren initiierte Tegtmeier eine Neubildung der okkulten Vereinigung Fraternitas Saturni (FS) mithilfe einiger FS-Mitglieder niederen Grades, die noch den alten Namen FS führten. Dazu wurden bisherige ideologische Versatzstücke der FS mit der sogenannten Chaosmagie vermischt. Diesen Synkretismus diverser magischer Lehren und Praktiken griff das Führungsmitglied des Temple of Set, Stephen Flowers, auf und verarbeitete das Material in seinem 1990 auch auf Deutsch erschienenen Buch Fire and Ice, Tegtmeier ist seit dem 15. März 1984 Mitglied der FS, nahm den Ordensnamen Scorpio an und absolvierte bereits zwei Monate nach seiner Aufnahme den 12° (einen Meistergrad). Nach Unstimmigkeiten mit den beiden Altmeistern Herbert Fink und Benz trat Benz zurück. Der ihn ersetzende Großmeister Babacan hielt Tegtmeier für unerträglich und veranlasste seine Verbannung aus der Loge. Tegtmeier leistete gegen seinen Rauswurf erfolgreich Widerstand und versuchte daraufhin die Fraternitas Saturni aufzulösen, was misslang. Gemäß dem „Lexikon des Geheimwissens“ begründete und propagierte er die „Pragmatische Magie“.
Tegtmeier war 1978 Mitbegründer der Illuminaten von Thanateros, für die er eine Übersetzung von Peter J. Carrolls Liber Null anfertigte. 1996 gründete das Ehepaar Frankl-Rietti mit Unterstützung Tegtmeiers das O.T.O.-Derivat OTO-Foundation.

### Verlagstätigkeiten
Er gründete den Verlag Ralph Tegtmeier und den Verlag Edition Magus, über die er Bücher, mitunter pseudonym, publizierte. In der Edition Magus erschienen u. a. Bücher über Magie, Satanismus und Hexenwesen. 1994 verlegte er im Verlag Ralph Tegtmeier das von einem Autor unter dem Pseudonym E. R. Carmin verfasste Buch Das schwarze Reich. Geheimgesellschaften und Politik im 20. Jahrhundert.
Tegtmeier gab die Zeitschrift Anubis heraus, die mit dem Untertitel „Zeitschrift für praktische Magie und Psychonautik“ erschien. Er arbeitete außerdem als Übersetzer für den Bastei-Verlag, für den er zahlreiche Übersetzungen von Science-Fiction- und Fantasy-Literatur anfertigte. Unter anderem war er Übersetzer der Fantasy-Autoren Piers Anthony, Alan Dean Foster und Robert Asprin.
Er wohnt heute in Belgien und hat weitere Firmen angemeldet, die sich u. a. mit Seminarorganisation und Internetsoftware beschäftigen.

## Rezeption
Der Historiker Marco Pasi beschreibt Tegtmeier als prominente Persönlichkeit in deutschen, okkultistischen und von Aleister Crowley geprägten Kreisen. Tegtmeiers Crowley-Monographie erwähnt Pasi als für sich genommen interessant, da sie sich mit Crowleys Einflussnahmeversuchen auf die Politik beschäftige und einen sachlichen Versuch darstelle, Crowley in den Kontext seiner Epoche zu stellen, dem Wandel der spätviktorianischen Gesellschaft in die edwardsche Gesellschaft.

## Auszeichnung
1995 Kurd-Laßwitz-Preis, Ian McDonald, Schere schneidet Papier wickelt Stein, beste Übersetzung

## Werke
Als Ralph Tegtmeier
- Okkultismus und Erotik in der Literatur des Fin de siècle. Edition Magus, Königswinter 1983
- Der heilende Regenbogen: Sinnvolle Spiele, Experimente und Meditationen zum kreativen Umgang mit den geheimnisvollen Energien von Klang, Farbe und Licht. Edition Schangrila, Haldenwang 1985, ISBN 3-924624-14-3
- Evolutions-Training: Die Methode zur Erschließung der Kraftzentren d. Unterbewußtseins. Durch Trance-Reisen in die eigene Entwicklungsgeschichte. Edition Schangrila, Haldenwang 1986, ISBN 3-924624-39-9
- Musikführer für die Reise nach innen. Kosmische Klänge zum Entspannen und Meditieren. Die Erfahrbarkeit kosmischer Musik mit Meditationsübungen und Wahrnehmungsschulungen. Edition Schangrila, Haldenwang 1986, ISBN 3-924624-39-9
- Die heilende Kraft der Elemente. Praxis der Tattwa-Therapie. Verlag Hermann Bauer, Freiburg 1986, ISBN 3-7626-0304-9
- Tarot. Geschichte eines Schicksalsspiels. DuMont Buchverlag, Köln 1986 ISBN 978-3-7701-1682-9
- Der Geist in der Münze. Vom magischen Umgang mit Reichtum und Geld. Goldmann Verlag, München 1988, ISBN 3-442-11820-4
- Runen: Alphabet der Erkenntnis. Urania, Neuhausen 1988, ISBN 3-908644-52-6
- Casino. Die Welt der Spielbanken, Spielbanken der Welt. DuMont, Köln 1989, ISBN 3-7701-2225-9
- Aleister Crowley. Die tausend Masken des Meisters. Knaur, München 1989, ISBN 3-426-02403-9
- Sternenglaube – Sternenzauber. Das Weltbild der Astrologie. DuMont Buchverlag, Köln 1990, ISBN 3-7701-2183-X
- Zauber der Runen. Ein praktisches Arbeitsbuch der esoterischen Runenkunde. Goldmann Verlag, München 1991, ISBN 3-442-11899-9
- Astro 5.0 für Einsteiger: Astrologie für Computerfreaks. Goldmann Verlag, München 1992, ISBN 3-442-27052-9
- Magie und Sternenzauber. Okkultismus im Abendland. DuMont Buchverlag, Köln 1995, ISBN 3-7701-2666-1
- Astrologie. Edition Roter Löwe im Aurum Verlag, Braunschweig 1995, ISBN 3-591-08364-X

Als Frater V∴D∴
- Handbuch der Sexualmagie. Praktische Wege zum eingeweihten Umgang mit den subtilen Kräften des Sexus, akasha Verlagsgesellschaft, Haar [1986], ISBN 3-922992-02-1
- Sigillenmagie in der Praxis, Edition Magus, Unkel 1988, ISBN 3-924613-13-3
- Was Sie noch nie über Magie wissen wollten… Tante Klaras Kummertempel, Band I, Edition Magus, Unkel 1989, ISBN 3-924613-18-4
- Kursus der praktischen Magie (drei Bände), Edition Magus, Bad Münstereifel 1990, ISBN 3-938393-11-4, ISBN 3-938393-12-2 & ISBN 3-938393-13-0
- eismagie - erste einblicke, Edition Magus, Bad Münstereifel 1996, ISBN 3-938393-01-7
- Die Schule der Hohen Magie (zwei Bände), Ansata, München 2001, ISBN 3-7787-7182-5 & [München] 2003, ISBN 3-7787-7224-4
- Wo wohnen die Dämonen? Was Sie schon immer über Magie wissen wollten, Heyne, München 2005, ISBN 978-3-453-70015-4
- Geldmagie: Reichtum anziehen, mehren, schützen, Ansata, München 2007, ISBN 3-7787-7333-X
- Sexualmagie: Freisetzung und gezielte Anwendung der Kräfte des Eros , Ansata, München 2008, ISBN 3-7787-7334-8

Als Viktor Sobek
- Das sprechende Schwert Die Schattenmeister 01., Goldmann, 1990 ISBN 978-3-442-24518-5
- Im Reich der toten Götter Die Schattenmeister 02, Goldmann, 1990 ISBN 978-3-442-24519-2
- Die Schattenmeister, edition magus, 1995 ISBN 978-3-924613-50-1

Übersetzungen
- Charles Dickens: Der Heimgesuchte : phantastische Geschichten. Bergisch Gladbach: Bastei-Verlag Lübbe 1981. ISBN 3-404-72006-7
- Randall Garrett: Komplott der Zauberer. Bergisch Gladbach: Bastei-Verlag Lübbe 1981. ISBN 3-404-20033-0
- Randall Garrett: Mord und Magie. Bergisch Gladbach: Bastei-Verlag Lübbe 1982. ISBN 3-404-20041-1
- Edmond Hamilton: Im Zeitstrom verschollen Bergisch Gladbach: Bastei-Verlag Lübbe 1982. ISBN 3-404-25008-7
- Mary Shelley: Verney, der letzte Mensch. Bastei Lübbe, Bergisch Gladbach 1982, ISBN 3-404-72021-0.
- Brian Wilson Aldiss: Dunkler Bruder Zukunft : Science fiction-Stories Bergisch Gladbach: Bastei-Verlag Lübbe 1982. 	ISBN 3-404-24034-0
- Edmond Hamilton: diverse Romane aus der Captain-Future-Reihe
- diverse Flash-Gordon-Romane (Bergisch Gladbach: Bastei-Verlag Lübbe 1983/1984)
- Barry B. Longyear: Zirkuswelt. Rastatt: Moewig Verlag. ISBN 3-8118-3621-8
- Edward E. Smith: Lord-Tedric-Saga- Bergisch Gladbach: Bastei-Verlag Lübbe 1981. (drei Bände)
- Joseph Samachson: Invasion der Sverf. Bergisch Gladbach: Bastei-Verlag Lübbe 1983. ISBN 3-404-25014-1
- Michael Secter: Das I-ging-Handbuch : eine klare und praktische Anleitung zu besserem Verständnis. Hamburg : Papyrus-Verlag 1984. ISBN 3-922731-29-5
- Hal A. Lingerman: Bewusst hören Musik als Mittel zum Heilen, Entspannen, Träumen, Aktivieren u. Therapieren für den täglichen Gebrauch. Haldenwang : Schangrila 1984. ISBN 3-924624-06-2
- Barry B. Longyear: Wie die Elefanten starben. Rastatt : Moewig verlag 1985. ISBN 3-8118-3691-9
- Joseph D'Agostino: Tarot, der Königsweg des Wissens. Berlin [West] : Garten des Wissens 1985.
- Charles Williams: Die Trumpfkarten des Himmels. Bergisch Gladbach: Bastei-Verlag Lübbe 1985. ISBN 3-404-72043-1
- James Blish: Die fliegenden Städte Bergisch Gladbach: Bastei-Verlag Lübbe 1985. ISBN 3-404-24073-1
- Robert Asprin: Dämonen-Reihe (Bergisch Gladbach: Bastei-Verlag Lübbe 1986–2005).
- Randall Garrett: Des Königs Detektiv: Schwert und Magie. Bergisch Gladbach: Bastei-Verlag Lübbe 1986. ISBN 3-404-20082-9
- Elleston Trevor: Todesviren. Bergisch Gladbach: Bastei-Verlag Lübbe 1987. ISBN 3-404-13126-6
- Mantak Chia: Tao-Yoga und Tao-Yoga der Liebe (Interlaken : Ansata-Verl. Zemp 1987)
- David Alan Ramsdale: Sexuelle Energie und Ekstase: Der Weg zu höchstem Glücksgefühl. München: Goldmann 1987. ISBN 3-442-10368-1
- Don Joel Humphreys: Over the Top. München: Heyne Verlag 1987. ISBN 3-453-02455-9
- Strephon Kaplan Williams: Durch Traumarbeit zum eigenen Selbst: kreative Nutzung der Träume. Interlaken : Ansata-Verl. Zemp 1987. ISBN 3-7157-0106-4
- Aleister Crowley: Über Yoga. München : Droemer Knaur 1989. ISBN 3-426-03969-9
- Alan Dean Foster: Die Fahrt der Slanderscree. München: Heyne Verlag 1989. ISBN 3-453-03489-9
- Alan Dean Foster: Afrikas dunkles Herz. München: Heyne Verlag 1990. ISBN 3-453-03159-8.
- John Wooley: Wer hat Angst vorm schwarzen Mann?. München: Goldmann 1991. ISBN 3-442-08082-7
- Ian McDonald: Schere schneidet Papier wickelt Stein. Heyne, München 1994, ISBN 3-453-07745-8.
- Richard Paul Russo: Die unterirdische Galerie. Heyne, München 1994, ISBN 3-453-07275-8.
- Alan Dean Foster: Bannsänger-Zyklus. (München: Heyne Verlag 1990–2005)
- Piers Anthony: Xanth-Reihe (Bergisch Gladbach: Bastei-Verlag Lübbe 1991–1996)
- Margaret Weis & Tracy Hickman: Die Rose des Propheten (sechsteilige Reihe) (Bastei-Lübbe Verlag 1994)